# Mariusz Kukiełka
Mariusz Kukiełka, né le 7 novembre 1976 à Tarnobrzeg, est un footballeur polonais. Il est milieu de terrain au Germania Windeck.

## Carrière

### Clubs
- 1996-1997 :  GKS Bełchatów
- 1997-1998 :  Roda JC
- 1998-2002 :  Amica Wronki
- 2002-2003 :  PAOK Salonique
- 2003-2004 :  FC Nuremberg
- 2004 :  Wisła Cracovie
- 2004-2006 :  Dynamo Dresde
- 2006-2009 :  Energie Cottbus
- 2009-2010 :  AO Xanthi
- 2010- :  Germania Windeck

### Sélection
Il compte 20 sélections (3 buts) avec la Pologne, de 2002 à 2006.